# Eraines
Eraines és un municipi francès situat al departament de Calvados i a la regió de Normandia. L'any 2007 tenia 249 habitants.

## Demografia

### Població
El 2007 la població de fet d'Eraines era de 249 persones. Hi havia 94 famílies de les quals 16 eren unipersonals (12 homes vivint sols i 4 dones vivint soles), 33 parelles sense fills, 37 parelles amb fills i 8 famílies monoparentals amb fills.
La població ha evolucionat segons el següent gràfic:
Habitants censats

### Habitatges
El 2007 hi havia 103 habitatges, 94 eren l'habitatge principal de la família, 1 era una segona residència i 7 estaven desocupats. 101 eren cases i 1 era un apartament. Dels 94 habitatges principals, 80 estaven ocupats pels seus propietaris, 12 estaven llogats i ocupats pels llogaters i 2 estaven cedits a títol gratuït; 6 tenien dues cambres, 7 en tenien tres, 25 en tenien quatre i 56 en tenien cinc o més. 73 habitatges disposaven pel capbaix d'una plaça de pàrquing. A 33 habitatges hi havia un automòbil i a 54 n'hi havia dos o més.

### Piràmide de població
La piràmide de població per edats i sexe el 2009 era:
| Homes | Edats   | Dones |
| ----- | ------- | ----- |
| 0     | 95 o +  | 0     |
| 0     | 90 a 94 | 0     |
| 4     | 85 a 89 | 0     |
| 0     | 80 a 84 | 0     |
| 0     | 75 a 79 | 8     |
| 0     | 70 a 74 | 0     |
| 4     | 65 a 69 | 4     |
| 0     | 60 a 64 | 4     |
| 4     | 55 a 59 | 0     |
| 8     | 50 a 54 | 4     |
| 8     | 45 a 49 | 16    |
| 4     | 40 a 44 | 4     |
| 24    | 35 a 39 | 12    |
| 4     | 30 a 34 | 24    |
| 0     | 25 a 29 | 0     |
| 16    | 20 a 24 | 4     |
| 8     | 15 a 19 | 0     |
| 12    | 10 a 14 | 8     |
| 16    | 5 a 9   | 12    |
| 8     | 0 a 4   | 20    |

## Economia
El 2007 la població en edat de treballar era de 169 persones, 127 eren actives i 42 eren inactives. De les 127 persones actives 115 estaven ocupades (62 homes i 53 dones) i 12 estaven aturades (5 homes i 7 dones). De les 42 persones inactives 12 estaven jubilades, 17 estaven estudiant i 13 estaven classificades com a «altres inactius».

### Ingressos
El 2009 a Eraines hi havia 108 unitats fiscals que integraven 318 persones, la mediana anual d'ingressos fiscals per persona era de 19.237 €.

### Activitats econòmiques
Els 2 establiments que hi havia el 2007 eren d'empreses de construcció.
Dels 2 establiments de servei als particulars que hi havia el 2009, 1 era un paleta i 1 lampisteria.

## Equipaments sanitaris i escolars
El 2009 hi havia una escola elemental integrada dins d'un grup escolar amb les comunes properes formant una escola dispersa.

## Poblacions més properes
El següent diagrama mostra les poblacions més properes.